# اس‌ام یو-۱۶۷
اس‌ام یو-۱۶۷ (به انگلیسی: SM U-167) یک زیردریایی بود که طول آن ۷۰٫۶۰ متر (۲۳۱٫۶ فوت) بود. این زیردریایی در سال ۱۹۱۸ ساخته شد.